# Estoński Festiwal Pieśni i Tańca

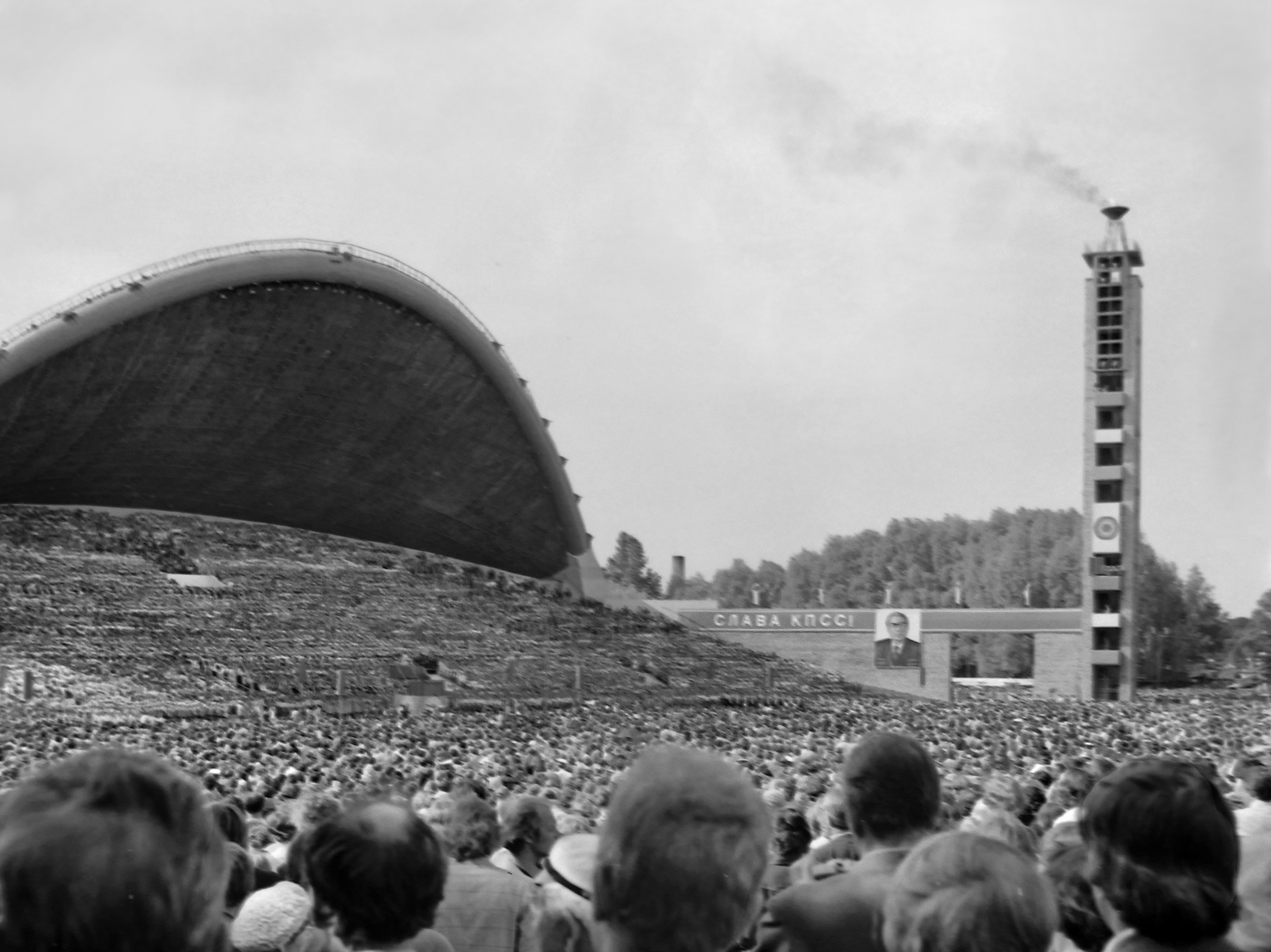
Festiwal w roku 1980

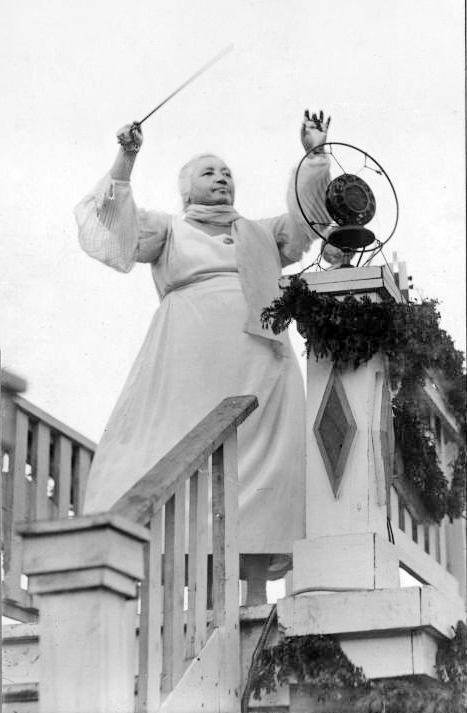
Festiwal w 1928 r., dyryguje Miina Härma

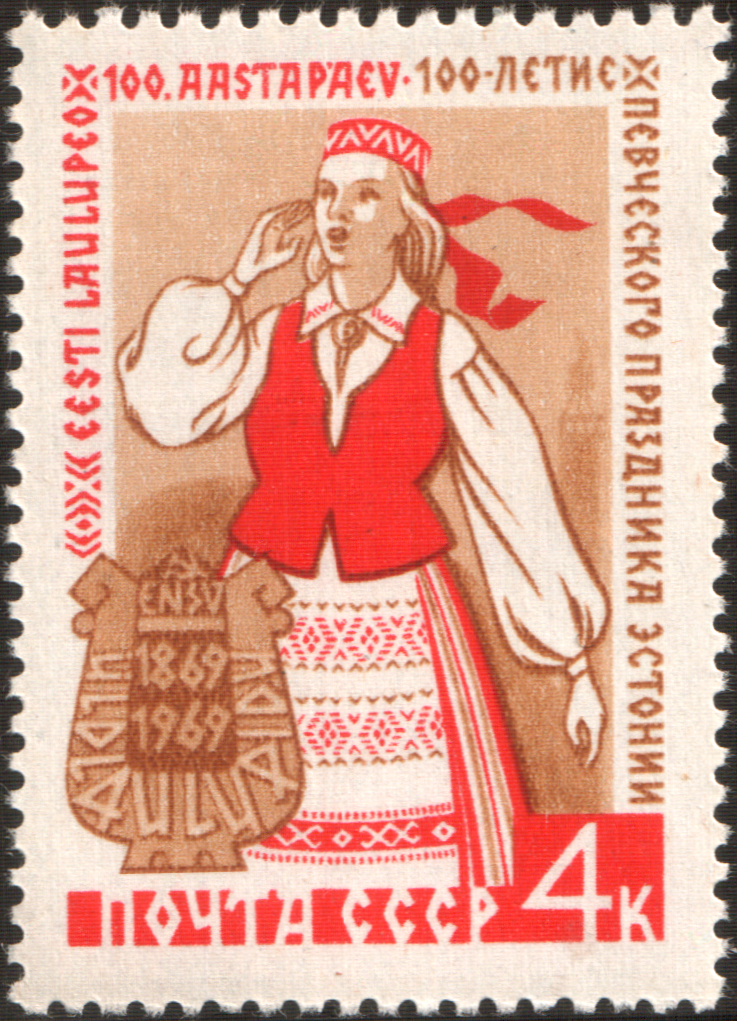
Znaczek z okresu Związku Radzieckiego, wydany z okazji 100-lecia festiwalu.

Estoński Festiwal Pieśni i Tańca (est. üldlaulupidu, laulupidu) – festiwal prezentujący narodowy folklor muzyczny Estonii, odbywający się co 5 lat w Tallinnie. Uczestnictwo czynne lub bierne w festiwalu jest – oprócz elementów zabawy i towarzyskości – wyrazem tożsamości narodowej. Od 2003 roku wydarzenie znajduje się na liście Światowego Dziedzictwa UNESCO.

## Historia
Pierwszy ogólnoestoński Festiwal Pieśni odbył się z inicjatywy działacza narodowego, Johanna Voldemara Jannsena w 1869 roku w Dorpacie. Wydarzenie było kolejnym ważnym punktem w historii estońskiego przebudzenia narodowego. Nadzór nad wydarzeniem sprawował niemiecki pastor, ale dwaj dyrygenci byli Estończykami: Jannsen i Aleksander Kunileid (pseudonim Aleksandra Saebelmanna).
Niemieckie oraz tylko dwie estońskie pieśni (m.in. Sind surmani oraz Mu isamaa on minu arm [Moja ojczyzna jest moją miłością] do słów Lydii Koiduli) – wykonywało wówczas 12 tysięcy uczestników: zespoły (w tym 876 śpiewaków męskich) oraz widzowie. Zbieracz folkloru, Jakob Hurt, przemawiał do wszystkich na temat rozwoju estońskiej edukacji. Na tym samym pierwszym Święcie Pieśni prapremierę miał też utwór Mu isamaa, mu õnn ja rõõm [Moja rodzinna ziemia, moje szczęście i radość], autorstwa Johanna Voldemara Jannsena, który pełni rolę estońskiego hymnu państwowego. Melodię zapożyczono z hymnu fińskiego, skomponowanego przez Friedricha Paciusa.
Trzeci festiwal miał już miejsce w Tallinnie (1880), z kolei na czwartym (1891) pierwszy raz występowały chóry mieszane i pomimo presji władz carskich na rosyjskojęzyczność, ponad połowa utworów była w języku estońskim, odśpiewano też hymn Paciusa. W czasie piątego festiwalu (1894), w Tartu, pierwszy raz występowały chóry estońskie z terenu Rosji, pieśń Mu isamaa... wykonali wszyscy obecni. Od szóstego festiwalu (1896) wydarzenie na stałe odbywało się już w Tallinnie. W 1910 roku wśród występujących były także chóry dziecięce, zespołami dyrygował Mihkel Lüdig. W 1923, w Tallinnie, na stałej scenie odbył się pierwszy festiwal w niepodłegłej Estonii (12 000 śpiewaków); ustalono wtedy zasadę występów co 5 lat. Festiwal z 1928 roku, odbywał się na scenie według projektu Karla Burmana, mogącej pomieścić 15 tysięcy wykonawców. W 1933 roku wśród występujących były także chóry wyłącznie żeńskie; w tym roku również transmitowano koncerty drogą radiową. Na 11. festiwalu (1938), chórami dyrygował Gustavus Ernesaks.

### Okres Związku Radzieckiego i odzyskanie niepodległości
W czasach Związku Radzieckiego, utwór Mu isamaa on minu arm pełnił rolę nieformalnego hymnu i do dziś wywołuje wzruszenie wśród uczestników, pamiętających chociażby zakaz eksponowania flag estońskich w czasie festiwali, podporządkowywania idei festiwalu celom radzieckiej propagandy i całą opresję okupacji radzieckiej. Na festiwalu w 1950 roku, wśród chórów były też radzieckie chóry górników i wojskowych. W 1960 usunięto z programu pieśń Mu isamaa, on minu arm, jednak ludzie zaczęli spontanicznie ją śpiewać, także dyrygent Ernesaks zaczął dyrygować wzruszonym tłumem. W 1980 władze radzieckie włączyły festiwal do programu olimpiady, która została zbojkotowana przez wolny świat. W 1982 roku, z rozporządzenia władz, wśród występujących byli weterani rosyjscy i różne inne rosyjskie zespoły; na 82 pieśni, tylko 48 było estońskich.
Po protestach społecznych w latach 1986–1987, Estończycy coraz mocniej domagali się wyjścia ze Związku Radzieckiego. Estoński Front Ludowy, 11 września 1988 roku, zorganizował w Tallinie wiec pod nazwą „Pieśń Estonii”, na który zjechało się 300 tysięcy osób. Uczestnicy odśpiewali zakazany hymn państwowy, a niecały rok później Estonia i jej sąsiedzi, Łotwa i Litwa, utworzyli pokojowy, międzygraniczny protest, tzw. bałtycki łańcuch. 20 sierpnia 1991, Estonia odzyskała ponownie niepodległość. Ten ciąg wydarzeń nazywany jest śpiewającą rewolucją, ponieważ korzenie „nowego przebudzenia narodowego” tkwią w ciągłości, jedności i sile wymowy spotkań śpiewaczych.

## Charakterystyka
Festiwal jest organizowany co 5 lat, w lipcu, w Tallinnie. Trwa dwa dni. Pieśnią otwierającą jest utwór Koit [Świt] Mikhela Lüdiga.

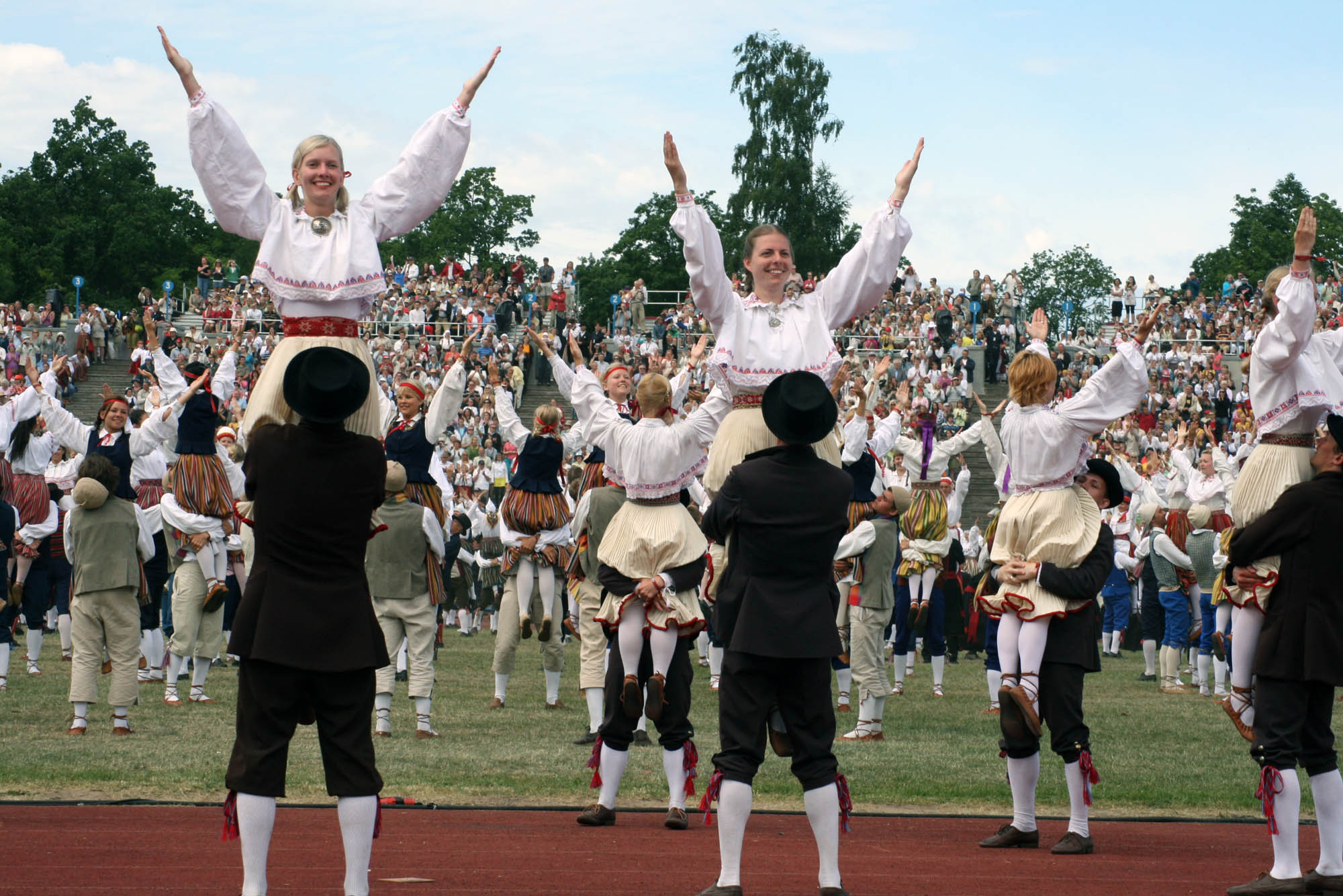
Zespoły w układzie tanecznym podczas festiwalu, 2009.

Chóry zjeżdżają się z całego kraju, występują wspólnie, w podgrupach i indywidualnie. Śpiewacy ubrani są w tradycyjne stroje, reprezentujące dany region. Zebrani wykorzystują także przestrzeń do prezentowania barwnych układów choreograficznych. Specjalnie wybierani dyrygenci kierują wówczas wszystkimi chórami, a śpiewacy i widzowie trzymają w dłoniach flagi Estonii. Kulminacyjnym punktem jest wspólne odśpiewanie pieśni – hymnu narodowego Estonii oraz pieśni Mu isamaa on minu arm do muzyki skomponowanej w 1944 przez Gustava Ernesaksa.
W 2014 roku w festiwalu wzięło udział 45 000 osób. Liczba widzów dochodzi do 150 tysięcy.
Tradycyjnie był odrębny, historycznie pierwszy, Festiwal Pieśni, ale od 1934 roku w ten sam weekend odbywa się także Festiwal Tańca (Üldtantsupidu), stąd m.in. łączenie się programów i używanie łączonej nazwy.

## Kalendarium
| Festiwal       | Rok  | Miejsce | Chóry | Uczestnicy |
| -------------- | ---- | ------- | ----- | ---------- |
| I Festiwal     | 1869 | Tartu   | 51    | 845        |
| II Festiwal    | 1879 | Tartu   | 64    | 1272       |
| III Festiwal   | 1880 | Tallinn | 48    | 782        |
| IV Festiwal    | 1891 | Tartu   | 179   | 2700       |
| V Festiwal     | 1894 | Tartu   | 263   | 3951       |
| VI Festiwal    | 1896 | Tallinn | 410   | 5681       |
| VII Festiwal   | 1910 | Tallinn | 527   | 10 000     |
| VIII Festiwal  | 1923 | Tallinn | 386   | 10 562     |
| IX Festiwal    | 1928 | Tallinn | 436   | 15 049     |
| X Festiwal     | 1933 | Tallinn | 500   | 16 500     |
| XI Festiwal    | 1938 | Tallinn | 569   | 17 501     |
| XII Festiwal   | 1947 | Tallinn | 703   | 25 760     |
| XIII Festiwal  | 1950 | Tallinn | 1106  | 31 907     |
| XIV Festiwal   | 1955 | Tallinn | 893   | 30 321     |
| XV Festiwal    | 1960 | Tallinn | 875   | 29 273     |
| XVI Festiwal   | 1965 | Tallinn | 690   | 25 806     |
| XVII Festiwal  | 1969 | Tallinn | 771   | 30 230     |
| XVIII Festiwal | 1975 | Tallinn | 641   | 28 537     |
| XIX Festiwal   | 1980 | Tallinn | 627   | 28 969     |
| XX Festiwal    | 1985 | Tallinn | 677   | 26 437     |
| XXI Festiwal   | 1990 | Tallinn | 690   | 28 922     |
| XXII Festiwal  | 1994 | Tallinn | 811   | 25 802     |
| XXIII Festiwal | 1999 | Tallinn | 856   | 24 875     |
| XXIV Festiwal  | 2004 | Tallinn | 850   | 22 759     |
| XXV Festiwal   | 2009 | Tallinn | 864   | 26 430     |
| XXVI Festiwal  | 2014 | Tallinn | 1046  | 33 025     |
| XXVII Festiwal | 2019 | Tallinn |       |            |